# Santissima Trinità degli Spagnoli
Santissima Trinità degli Spagnoli, officiellt benämnd Santissima Trinità a Via Condotti, är en kyrkobyggnad i Rom, helgad åt den heliga Treenigheten. Kyrkan är belägen vid Via Condotti i Rione Campo Marzio och tillhör församlingen San Lorenzo in Lucina.
Kyrkan innehas av Trinitarieorden, grundad av Jean de Matha och Félix de Valois omkring år 1193. Ordens huvuduppgift var att friköpa kristna som hade tagits till fånga av muslimer.

## Kyrkans historia
Första stenen till kyrkan lades av kardinal Antonio Saverio Gentili, Trinitarieordens beskyddare, den 21 maj 1741.
Kyrkans fasad är konkav med murytan i orange och de arkitektoniska elementen i vitt. Fasadens nedre våning har kolonner och pilstrar med joniska kapitäl. Ovanför kyrkans ingångsportal finns en skulpturgrupp av Pietro Pacilli; en ängel ses befria två slavar som är fjättrade med en järnkedja. Även den övre våningen har joniska kolonner och pilastrar. I de tvenne nischerna står skulpturer föreställande de två ordensgrundarna: Jean de Matha till höger och Félix de Valois till vänster, utförda av den franske skulptören Paschase La Tour. Fasaden kröns av ett segmentbågeformat pediment, vilket omger ett triangulärt pediment. På fasaden ses även Trinitarieordens emblem: ett blått och rött kors mellan hornen på ett rådjur.

## Kyrkans interiör
Interiören har en elliptisk grundplan och domineras av kupolen. Dess fresk, omramad av en förgylld stuckram, framställer Den helige Jean de Mathas förhärligande, utförd av Gregorio Guglielmi omkring år 1748.
Högaltarmålningen utgörs av Corrado Giaquintos Den heliga Treenigheten och befriandet av en slav från år 1750. I korets kupol har den spanske målaren Antonio González Velázquez framställt Abraham och de tre änglarna och i pendentiven De fyra Evangelisterna.
Själva kyrkorummet föregås av en vestibul; till höger om denna finns Cappella del Sacro Cuore, det vill säga Jesu heliga hjärtas kapell. Antonio González Velázquez har utfört altarmålningen Den gode herden. I kapellet finns även en målning som avbildar den helige Miguel de los Santos samt en skulptur föreställande den helige Martin de Porres med en sopkvast.
Kyrkan har sex sidokapell, tre på var sida.

### Höger sida
Cappella di Santa Caterina d'Alessandria
Det första sidokapellet på höger hand är invigt åt den heliga Katarina av Alexandria och hyser altarmålningen Den heliga Katarinas martyrium, utförd av Giuseppe Paladini år 1750. Målningarna på de bägge sidoväggarna, Miraklet med tortyrhjulet och Den heliga Katarina förs till Himmelen, är verk av Andrea Casali, elev till Sebastiano Conca och tydligt influerad av Francesco Trevisani.
Cappella di San Felice di Valois
I det andra kapellet, invigt åt den helige Felix av Valois, återfinns altarmålningen Den helige Felix av Valois befriar en slav av Andrea Casali. Denne har även utfört de två övriga målningarna: Den helige Felix av Valois ser i en uppenbarelse hur han fjättrar djävulen och Miraklet med den blinde pojken.
Cappella della Santissima Addolorata
Kapellet är invigt åt den Smärtorika Jungfrun. Andrea Casali har här utfört altarmålningen Pietà samt sidomålningarna Kristus faller under Korsets tyngd och Kristi gisslande.

### Vänster sida
Cappella di Sant'Agnese
Det första sidokapellet på vänster hand är invigt åt den heliga jungfrumartyren Agnes. Altarmålningen Den heliga Agnes martyrium visar hur en bödel hugger helgonet i halsen och är utförd av Marco Benefial år 1750. I kapellet finns även Andrea Casalis Den heliga Agnes förs till sitt martyrium samt Den heliga Agnes uppenbarar sig för sina föräldrar.
Cappella di San Giovanni de Matha
Andra kapellet till vänster är invigt åt den helige Jean av Matha. Gaetano Lapis har målat Den helige Jean av Matha, vilken pryder kapellaltaret. Sidomålningarna är av Andrea Casali: Den helige Jean av Matha celebrerar mässan och Jungfru Maria uppenbarar sig för den helige Jean av Matha.
Cappella della Immacolata Concezione
Tredje kapellet, invigt åt den Obefläckade Avlelsen, uppvisar altarmålningen Den Obefläckade Avlelsen, attribuerad åt den spanske målaren Francisco Preciado de la Vega. Michele Espinosa de la Torre har utfört sidomålningarna: Jungfru Marie bebådelse och Jungfru Marie himmelsfärd.
I sakristian finns Gaspare Sibillas byst föreställande ärkebiskop Diego Morcillo, vilken bekostade stora delar av kyrkan uppförande. Ärkebiskopen ses visa fram kyrkans grundplan.

## Bilder
| - Santissima Trinità degli Spagnoli (nummer 423) på Giovanni Battista Nollis karta över Rom från år 1748. - Den konkava fasaden. - Skulpturgruppen ovanför kyrkans ingångsportal. - Högaltaret. - Santissima Trinità degli Spagnoli på en karta över Rom från år 2019. |